# Азовське ТВ
Азовське ТВ (АЗОВСКОЕ ЛО, Азовлаг, ЛО при Строительстве 462) — табірне відділення в структурі виправно-трудових таборів ГУЛАГ.
Час існування: організоване 01.12.54 ;

закрите 07.05.55.

Підпорядковане: ГУЛАГ до 02.02.55;

Головспецбуду з 02.02.55 (тоді й отримало назву «АЗОВСКОЕ ЛО»).

Дислокація: Українська РСР, м.Кривий Ріг

## Історія
Від травня до жовтня 1951 у Кривому Розі діяло «Будівництво 462 та ВТТ», воно здійснювало спорудження комбінату № 9, трьох шахт, ремонтно-механічного з-ду, видобувало пісок та камінь, прокладало дороги, зводило житлові й комунальні об'єкти. У ВТТ цього «Будівництва» утримувалося від 5 до 7 тис. в'язнів. У травні 1953 на базі цього «Будівництва» було утворено Азовський ВТТ (Азовлаг), котрий проіснував до травня 1955, останній рік як табірне відділення.